# 유럽 고속도로 70호선
유럽 고속도로 70호선(영어: European route E70)는 국제 연합의 국제 E-로드 네트워크의 노선으로 동서 방면 주요 도로이다. 스페인의 라코루냐를 출발점으로 프랑스와 이탈리아, 슬로베니아, 크로아티아, 세르비아, 루마니아, 불가리아, 터키를 거쳐 조지아의 포티를 종착점으로 한다.